# Sorin Moisă
Sorin Moisă (ur. 7 stycznia 1976 w Piatra Neamț) – rumuński polityk i ekonomista, deputowany do Parlamentu Europejskiego VIII kadencji.

## Życiorys
Ukończył studia na wydziale międzynarodowych stosunków gospodarczych Akademii Studiów Ekonomicznych w Bukareszcie, uzyskał następnie magisterium w zakresie stosunków międzynarodowych w SNSPA w Bukareszcie. Podjął później studia doktoranckie na Uniwersytecie Oksfordzkim. Pracował jako doradca polityczny w Przedstawicielstwie Komisji Europejskiej w Rumunii w Bukareszcie oraz jako publicysta ekonomiczny. W 2010 komisarz UE ds. rolnictwa i rozwoju wsi Dacian Cioloș powierzył mu stanowisko zastępcy dyrektora swojego gabinetu.
W 2014 z ramienia lewicowej koalicji skupionej wokół Partii Socjaldemokratycznej uzyskał mandat deputowanego do PE VIII kadencji. W 2017 wystąpił z PSD.